# Kaspichan Point
Der Kaspichan Point (englisch; bulgarisch нос Каспичан nos Kaspitschan) ist eine Landspitze an der Südwestküste von Greenwich Island im Archipel der Südlichen Shetlandinseln. Sie liegt unmittelbar westlich des Hebrizelm Hill, 1,3 km westnordwestlich des Triangle Point, 2 km südsüdwestlich des Tile Ridge und 2 km südöstlich des Yovkov Point. Die Landspitze markiert die südöstliche Begrenzung der Einfahrt zur Kramolin Cove.
Bulgarische Wissenschaftler kartierten sie zwischen 2004 und 2005 im Zuge der Vermessung der Tangra Mountains auf der benachbarten Livingston-Insel. Die bulgarische Kommission für Antarktische Geographische Namen benannte sie 2006 nach der Stadt Kaspitschan im Nordosten Bulgariens.